# Somogyi László (építész)
Somogyi László (Székesfehérvár, 1932. június 3. – Székesfehérvár, 2016. december 1.) magyar építész, politikus, 1984 és 1988 között építésügyi és városfejlesztési miniszter.

## Élete
Apja vármegyei hivatalsegédként dolgozott. Általános iskolai és középiskolai tanulmányait szülővárosában végezte, az Ybl Miklós Gimnáziumban érettségizett, majd 1954-ben az Építőipari és Közlekedési Műszaki Egyetem Építészmérnöki Karán diplomázott okleveles építészmérnökként. 1952 és 1956 között a Magyar Dolgozók Pártjának tagja volt. Versenyszerűen kosárlabdázott, 1950-től 1962-ig a Székesfehérvári Építők csapatában játszott.
Székesfehérváron kezdett dolgozni a Fejér Megyei Állami Építőipari Vállalat művezetőjeként, majd építésvezető, 1960-ban pedig főépítésvezető lett. 1963-tól főmérnök, később műszaki igazgatóhelyettes volt. 1969-ben lépett be a Magyar Szocialista Munkáspártba, a Marxizmus-Leninizmus Esti Egyetemen három éves szakosítót végzett. 1978-ban a budapesti Középületépítő Vállalat vezérigazgatójává nevezték ki. 1984 júniusában a Lázár-kormány építésügyi és városfejlesztési minisztere lett, posztját a Grósz- és a Németh-kormányban is megtartotta. 1988. december 31-én megszüntették az Építésügyi és Városfejlesztési Minisztériumot, így miniszteri megbízatása is megszűnt.
1989 áprilisától 1990 márciusáig kormánybiztosként vezette a Budapest-Bécs Világkiállítás Előkészítő Bizottságát, majd a Hungaroswiss Rt. igazgatóságának elnöke lett. Címzetes főiskolai tanárként az Ybl Miklós Építőipari Műszaki Főiskola oktatója volt. A Magyar Kereskedelmi Kamara Építési tagozatának és az Építőipari Nívódíj Bíráló Bizottságnak elnökeként is tevékenykedett, 1992 és 2012 között az általa 1989-ben alapított „Az építés fejlődéséért” Alapítvány kuratóriumi elnöke volt.